# Ted Theodore
Edward Granville "Ted" Theodore, född 29 december 1884 i Port Adelaide, död 9 februari 1950, var en australisk politiker.
Mellan 1919 och 1925 var Theodore premiärminister i delstaten Queensland och ledare för Queensland Labor Party. Senare verkade han inom den federala politiken och var finansminister i James Scullins regering. Under hans tid som premiärminister i Queensland drevs en politik som bland annat innefattade starten av flera statliga företag och nya regleringar på arbetsmarknaden, något som gav Theodore smeknamnet "Red Ted" (röde Ted). Hans tid som federal finansminister (två omgångar mellan 1929 och 1932) präglades av misslyckade försök att hantera depressionen. Han lämnade därefter politiken för affärslivet.